# Amtsgericht Bernburg

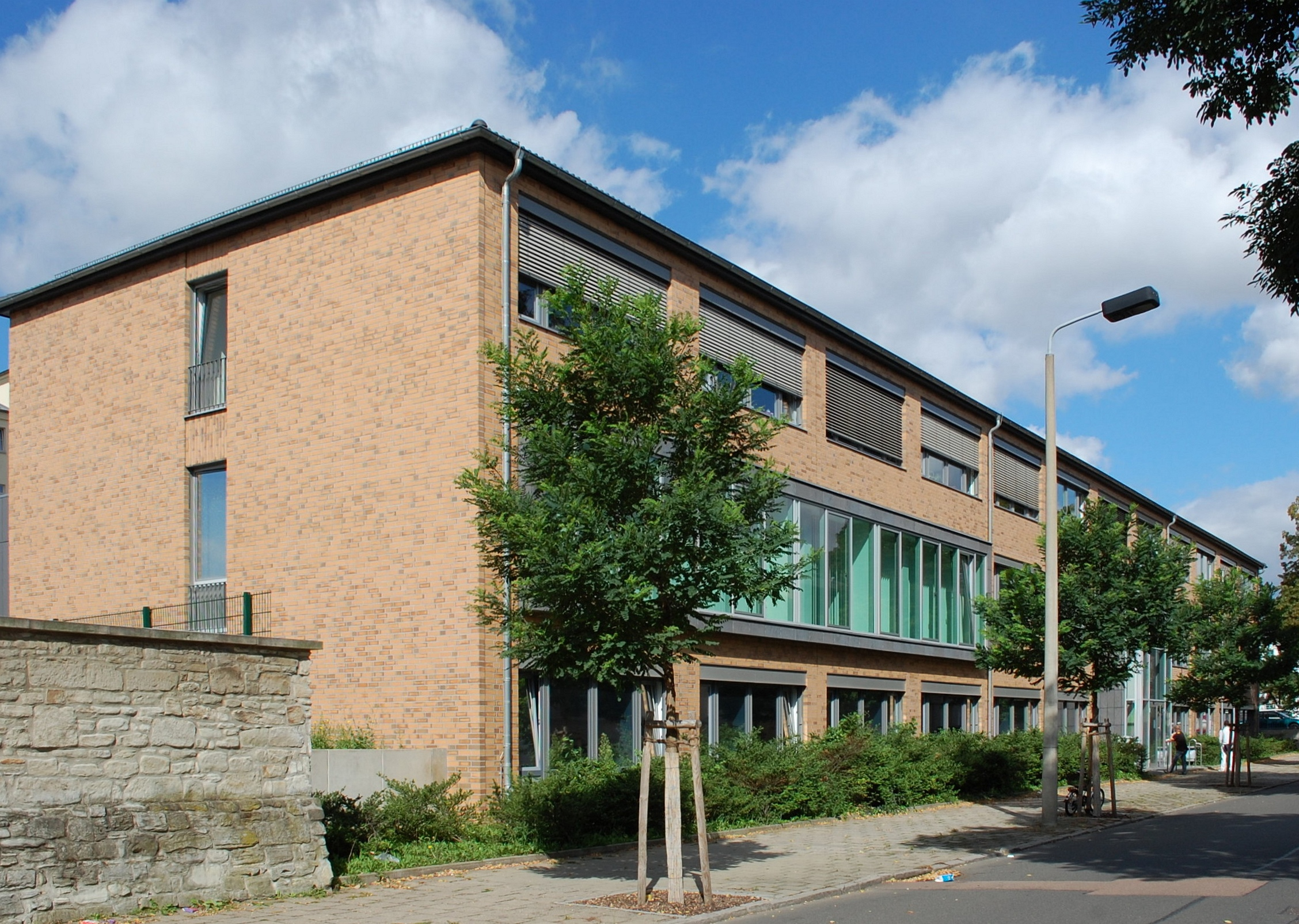
Amtsgericht Bernburg (2012)

Das Amtsgericht Bernburg ist ein Gericht der ordentlichen Gerichtsbarkeit und eines von neun Amtsgerichten (AG) im Bezirk des Landgerichtes Magdeburg.

## Gerichtssitz und -bezirk
Sitz des Gerichtes ist Bernburg (Saale), die Kreisstadt des Salzlandkreises. Der Gerichtsbezirk umfasst das gesamte Gebiet des ehemaligen Landkreises Bernburg. In ihm leben etwa 65.000 Menschen.

## Zuständigkeit
Das Amtsgericht Bernburg ist als erstinstanzliches Gericht in Zivil- und Strafsachen sowie in Angelegenheiten der freiwilligen Gerichtsbarkeit zuständig. Für Mahnsachen ist die Außenstelle Staßfurt des Amtsgerichtes Aschersleben zuständig.

## Übergeordnete Gerichte
Dem AG Bernburg unmittelbar übergeordnet ist das Landgericht Magdeburg. Zuständiges Oberlandesgericht ist das Oberlandesgericht Naumburg. Oberstes Gericht ist der Bundesgerichtshof.

## Geschichte
Im Herzogtum Anhalt bestand in Bernburg das Kreisgericht Bernburg als Gericht erster und das Oberlandesgericht Dessau als Gericht zweiter Instanz. Nach der Einführung der Reichsjustizgesetze 1879 entstand reichsweit eine neue Gerichtsstruktur. An der Spitze des Instanzenzuges stand nun das Reichsgericht, dem das gemeinsame Oberlandesgericht Naumburg nachgeordnet war. Das Herzogtum Anhalt bildete den Sprengel des Landgerichtes Dessau. Unter den elf Amtsgerichten dieses Landgerichtes befand sich unter anderem das Amtsgericht Bernburg. Die bisherigen Gerichte wurden aufgehoben. Am Gericht bestanden 1880 fünf Richterstellen. Sein Sprengel umfasste 50.321 Gerichtseingesessene. Das Amtsgericht war damit das größte Amtsgericht im Landgerichtsbezirk. Gerichtstage wurden in Nienburg, Güsten, Hecklingen und Groß-Mühlingen gehalten. Amt Amtsbericht war eine Strafkammer für die Amtsgerichtsbezirke Bernburg, Ballenstedt, Sandersleben, Harzgerode (mit zusammen 83.837 Eingesessenen) eingerichtet.
Im Jahre 1952 wurden in der DDR die Amtsgerichte abgeschafft und stattdessen Kreisgerichte gebildet. Bernburg kam zum Kreis Bernburg, zuständiges Gericht war damit das Kreisgericht Bernburg, welches dem Bezirksgericht Halle nachgeordnet war. Nach dem Zusammenbruch der DDR wurden das Kreisgericht 1992 aufgehoben und das Amtsgericht Bernburg neu eingerichtet, jetzt aber dem Landgericht Magdeburg zugeordnet.

## Lage und Gebäude
Seit dem Zusammenbruch der DDR war das Amtsgericht provisorisch im Schloss Bernburg untergebracht. Da dieses für die Bedürfnisse eines Gerichtes unzureichend eingerichtet war, zog das Gericht im Jahr 2002 in ein eigens neu errichtetes Gebäude in der Liebknechtstraße/Rheineplatz um.